# Asynapteron eburnigerum
Asynapteron eburnigerum är en skalbaggsart som först beskrevs av Aurivillius 1899.  Asynapteron eburnigerum ingår i släktet Asynapteron och familjen långhorningar.
Artens utbredningsområde är Guyana. Inga underarter finns listade.